# Anapal (Ort)
Anapal ist ein osttimoresischer Ort im Suco Molop (Verwaltungsamt Bobonaro, Gemeinde Bobonaro).

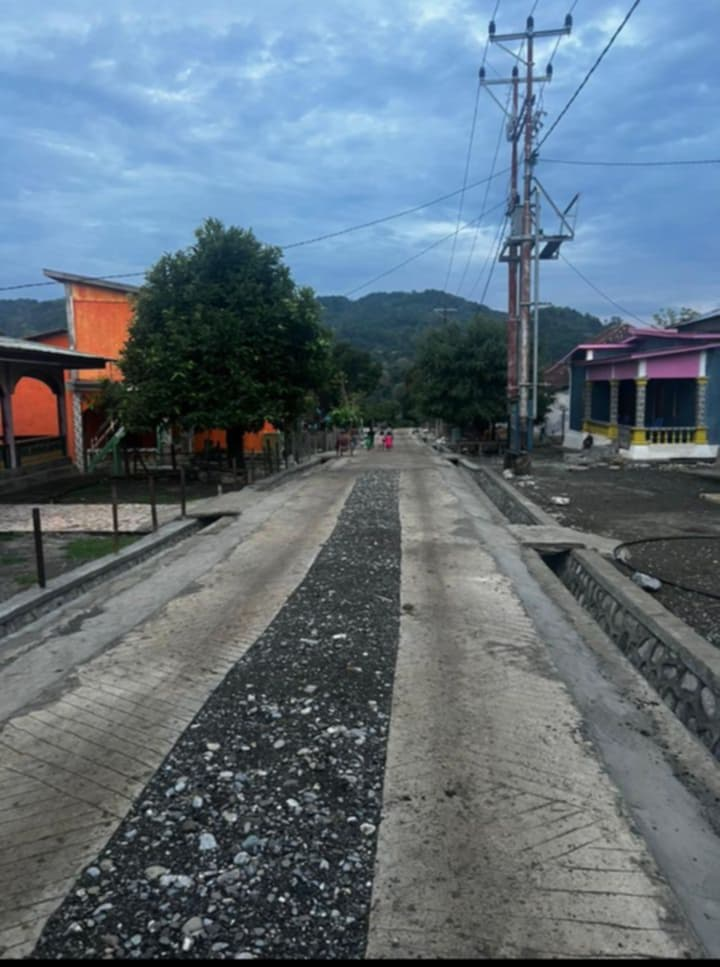
Im Dorf Anapal

Das Dorf liegt im Osten der Aldeia Anapal, auf einer Meereshöhe von 251 m. Östlich fließt der Fluss Loumea, in dem etwas weiter nördlich der Pa mündet. Auf der anderen Seite des Loumea liegt das Dorf Pietama (Suco Fatuleto). Eine Straße führt nach Westen zu den Orten Omelai und Bo’o, eine weitere zum Pa, wo eine Furt über den Fluss führt.
Im Dorf befindet sich eine Grundschule.

Osterprozession in Anapal
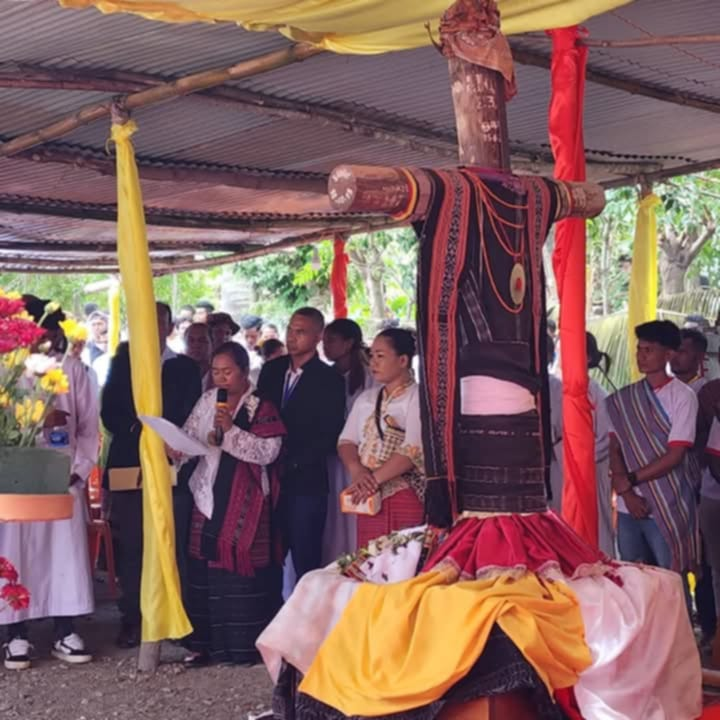
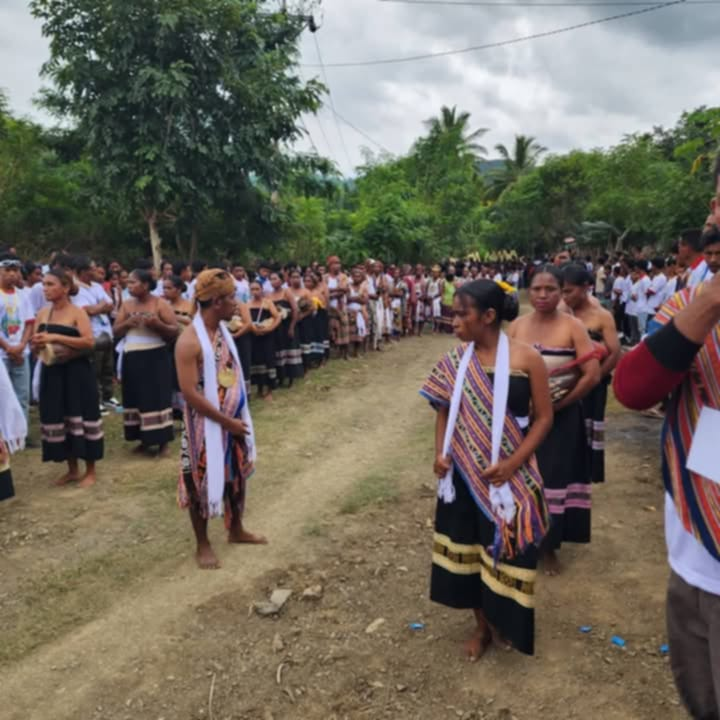
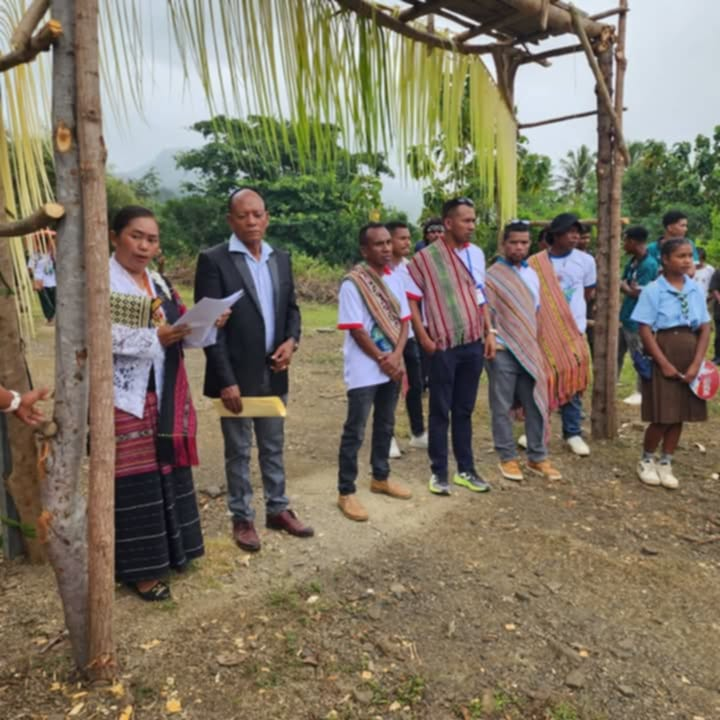
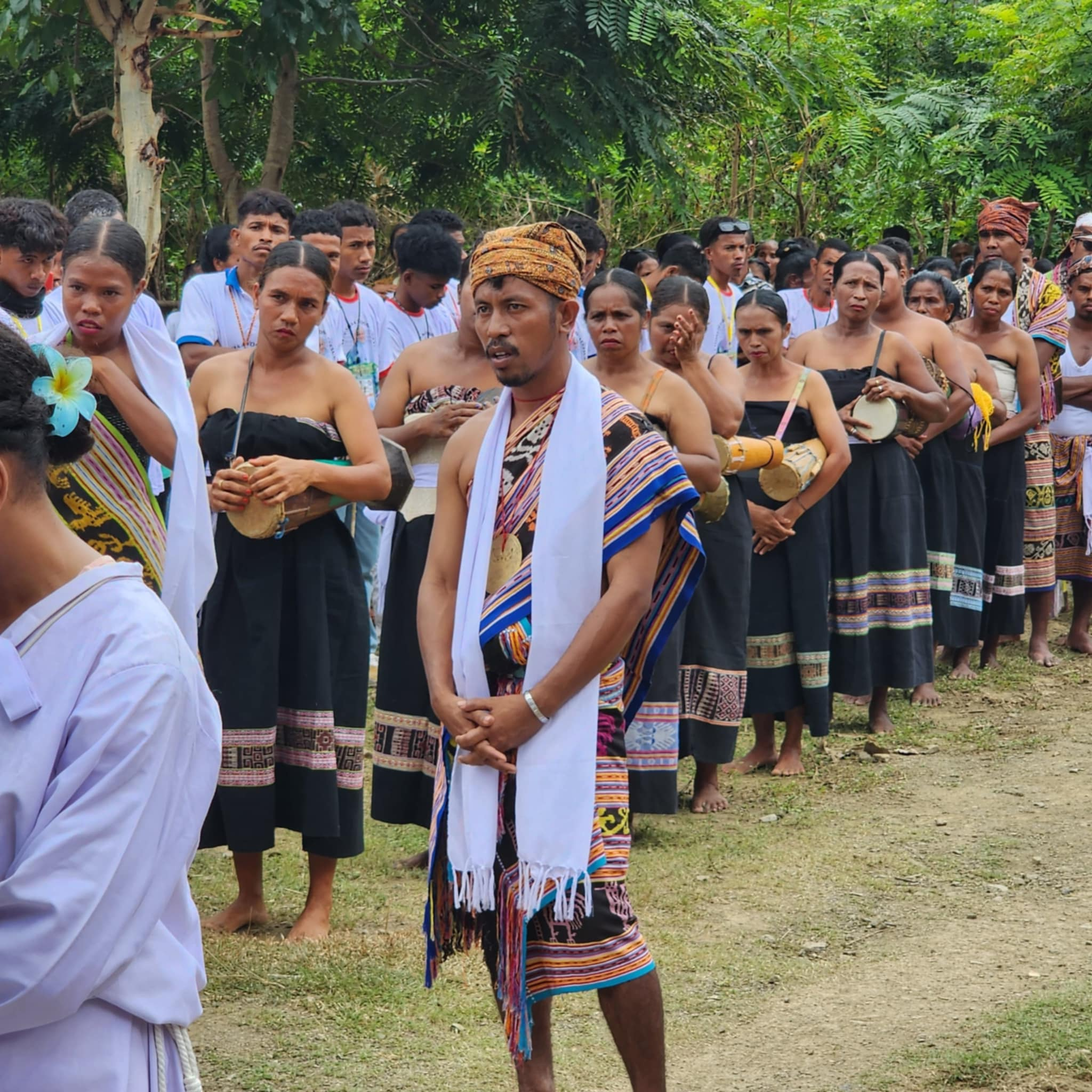